# Sedum celiae
Sedum celiae är en fetbladsväxtart som beskrevs av R.-hamet. Sedum celiae ingår i Fetknoppssläktet som ingår i familjen fetbladsväxter. Inga underarter finns listade i Catalogue of Life.